# الجهاز المركزي لمعالجة أوضاع المقيمين بصورة غير قانونية

شعار الجهاز المركزي لمعالجة أوضاع المقيمين بصورة غير قانونية

الجهاز المركزي لمعالجة أوضاع المقيمين بصورة غير قانونية، جهاز حكومي كويتي، أنشئ في 9 نوفمبر 2010 بعد أن رفع مجلس الوزراء الكويتي مشروع مرسوم بإنشائه، حيث صدر مرسوم أميري بإنشائه حمل رقم 467 لسنة 2010. يترأس الجهاز صالح الفضالة، والهدف من إنشائه هو حل مشكلة البدون في دولة الكويت، وهم المقيمين الذين لا يحملون الجنسية الكويتية.
 يرى مراقبون حقوقيون أن قرارات الجهاز أدّت لحدوث انتهاكات ضد حقوق الإنسان في الكويت. طالبت جهات حقوقية ونيابية في الكويت بحل الجهاز وإحالة ملف البدون إلى وزارة الداخلية في الكويت، بعدما فشلت رئاسة الجهاز بإيجاد حل لتلك القضية، بينما يرى المدافعون عن الجهاز أنه يعمل على الحفاظ على الهوية الوطنية الكويتية.